# Ачех-Бесар (регентство)
Регентство Великий Ачех (індонез. Kabupaten Aceh Besar) — регентство індонезійської провінції Ачех. Регентство займає площу 2903,49 квадратних кілометрів і мало населення 351 418 за переписом 2010 року та 405 535 за переписом 2020 року офіційна оцінка на середину 2021 року становила 409 527. Регентство розташоване на північно-західній частині острова Суматра та оточує столицю провінції Банда-Ачех. Він включає низку островів біля північного краю Суматри, які складають район Пуло-Ачех у межах регентства. Резиденцією регентського уряду є місто Янто.

## Економіка
Регентство Ачех-Бесар виробляє гвоздику, мускатний горіх, пальмову олію та рис, а також невелику кількість кукурудзи, маніока, солодкої картоплі та квасолі.

## Орієнтири

### Музеї
У регіоні Ачех-Бесар є кілька музеїв. Музей і Румох Ачех — державний музей, розташований у Банда-Ачех. Головна будівля музею побудована в стилі традиційного аченського будинку. Його встановив голландський губернатор Ван Сварт у 1915 році. Музей Алі Хасімі містить особисту колекцію Алі Хасімі, колишнього губернатора Ачеха та художника, і включає книги вчених минулого Ачеха, стародавню кераміку, типову зброю Ачеха, сувеніри з усього світу тощо. Музей Кат Ньяк Дхіен спочатку був домом героїні Кат Ньяк Дхіен. Стародавня бібліотека Абі Тано, розташована біля підніжжя гори Сеулава, містить деякі важливі рукописи.

## Адміністративний поділ
Регентство адміністративно поділено на двадцять три округи (індонезійською: kecamatan), які включають 604 села (індонезійською: gampong). Нижче наведено площі районів та їх населення за даними перепису 2010 та перепису 2020 разом з офіційними оцінками станом на середину 2021 року. Для зручності вони згруповані в три розділи, які не мають адміністративного значення. Таблиця також містить розташування районних адміністративних центрів, кількість адміністративних сіл (gampong) у кожному районі та їх поштовий індекс.

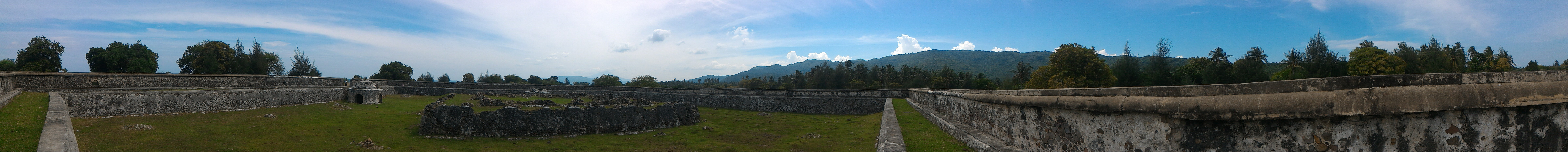
Фортеця Індри Патри в Ладонг, Круенг Рая

## Острів Руса
Острів Руса в районі Лоонг мав форму Руса до того, як цунамі обрушилося на острів 26 грудня 2004 року, але тепер, коли більшу частину його змило, форма острова змінилася і стала меншою, як ембріон ягняти. Острів дуже важливий для позначення кордонів Індонезії через його розташування як найзахіднішого острова в Індонезії з Тітік Дасар TD175 і Тітік Referensi TR175 (базова точка TD175 і опорна точка TR175).

## Острів Бунта
Оскільки 2004 року цунамі вразило острів Бунта, який знаходиться в 45 хвилинах їзди на традиційному моторизованому човні від села Уджонг Панку, Пеукан-Бада, там більше не проживають жодні жителі. Зараз деякі люди використовують острів як кокосову плантацію, але живуть вони в Банда-Ачех. Оскільки цунамі змило там все живе, нині на острові немає ні білок, ні мавп, ні змій. Острів був популяризований документальним фільмом Hikayat di Ujung Pesisir і ідеально підходить для кемпінгу, але на ньому немає жодних зручностей, і тут можна скромно займатися снорклінгом.